# Chomelia randioides
Chomelia randioides är en måreväxtart som först beskrevs av Paul Carpenter Standley, och fick sitt nu gällande namn av Julian Alfred Steyermark. Chomelia randioides ingår i släktet Chomelia och familjen måreväxter. Inga underarter finns listade i Catalogue of Life.